# Stevenistenkerk (Leerbeek)
De Stevenistenkerk (ook: Stevenistenkapel) in de tot de Vlaams-Brabantse gemeente Pajottegem behorende plaats Leerbeek, gelegen aan de Winnepenninckxstraat, is een kerk van de stevenisten, rooms-katholieken die het Concordaat van 15 juli 1801 verwierpen. 

## Geschiedenis
De Stevenistenkerk is gebouwd in 1918 en gewijd aan de heilige Antonius van Egypte. Hij is gebouwd op de plaats waar pastoor Winnepenninckx woonde. De kerk toont het opschrift: Deze Kapelle is gebouwd door de navolgers van den Eerweerdigen Heer Pastoor Philippus Winnepennings ter eere van het Eenig waarachtig Roomsch Katholiek Geloof in het jaar 1918. Voordien zou hier een ander kerkgebouw hebben gestaan.
De kerk ziet er van buiten eenvoudig uit met een sierklokkentoren. Binnen is de kerk versierd met talrijke heiligenbeelden.
De kerk is in gebruik bij de Stevenisten, die er iedere zondag een gebedsdienst houden, opgedragen door een medegelovige aangezien de Stevenisten geen priesters meer hebben.